# MCC
|  | Sammenskrivningsforslag Artiklerne Roskilde Universitet, MCC er foreslået sammenskrevet. (Siden februar 2023) Diskutér forslaget |

MCC (Master i Computer-mediated Communication) er en masteruddannelse på Roskilde Universitet. Uddannelsens varighed er to år.